# 1914 en cyclisme
| Années du cyclisme : 1911 - 1912 - 1913 - 1914 - 1915 - 1916 - 1917    |
| Décennies du cyclisme : 1880 - 1890 - 1900 - 1910 - 1920 - 1930 - 1940 |

Les faits marquants de l'année 1914 en cyclisme.

## Par mois

### Mars
- 8 mars : l'Italien Guido Vercellino gagne Gênes-Nice. L'épreuve ne reprendra qu'en 1921.
- 15 mars : le Belge Victor Doms gagne l' Étoile Carolorégienne. Ensuite l'épreuve disparait du calendrier international.
- 22 mars : le Belge Marcel Buysse remporte la deuxième édition du Tour des Flandres. L'épreuve ne reprendra qu'en 1919.

### Avril
- 5 avril : l'Italien Ugo Agostoni gagne le Milan-San Remo.
- 12 avril : le Français Charles Crupelandt gagne le Paris-Roubaix pour la deuxième fois. L'épreuve ne reprendra qu'en 1919.
- 18 avril : l'Italien Giovanni Cervi gagne le Tour de Romagne. L'épreuve ne reprendra qu'en 1921.
- 19 avril : le Suisse Oscar Egg gagne Paris-Tours. L'épreuve ne reprendra qu'en 1917.

### Mai
- 3 mai : l'Italien Giuseppe Santhià gagne le Tour du Piémont.
- 3 mai : le Français Eugène Christophe gagne la Polymultipliée. L'épreuve ne reprendra qu'en 1921.
- 5 mai le Suisse Henri Rheinwald gagne le Championnat de Zurich. L'épreuve ne reprendra qu'en 1917.
- 10 mai : le Belge Louis Mottiat gagne le Tour de Belgique. L'épreuve ne reprendra qu'en 1919.
- 10 mai : le Suisse Oscar Egg devient champion de Suisse sur route.
- 10 mai : le Français Charles Crupelandt devient champion de France sur route. L'épreuve ne reprendra qu'en 1919.
- 10 mai : l'Italien Costante Girardengo gagne Milan-Turin.
- 17 mai le Belge Paul Deman gagne Bordeaux-Paris. L'épreuve ne reprendra qu'en 1919.
- 24 mai : départ de la sixième édition du Tour d'Italie.
- 25 mai : le Belge Victor Dethier devient champion de Belgique sur route. L'épreuve ne reprendra qu'en 1919.

### Juin
- 7 juin : l'Italien Alfonso Calzolari gagne le Tour d'Italie. L'épreuve ne reprendra qu'en 1919.
- 7 juin : le Belge Louis Mottiat gagne Paris-Bruxelles. L'épreuve ne reprendra qu'en 1919.
- 14 juin : l'Espagnol Oscar Leblanc devient champion d'Espagne sur route.
- 18 juin : Sur le vélodrome Buffalo à Paris, le Suisse Oscar Egg bat le Record du monde de l'heure en parcourant 44,247 km.
- 28 juin : départ du douzième Tour de France. Le Belge Philippe Thys gagne au sprint devant son compatriote Jean Rossius et le Français Gustave Garrigou (chose rare à l'époque , c'est un sprint de peloton) la première étape Paris-Le Havre et prend la tête du classement général.
- 30 juin : le Belge Jean Rossius gagne la 2e étape du Tour de France Le Havre-Cherbourg au sprint devant son compatriote Philippe Thys, le Français Emile Engel est 3e de l'étape à 1 minute 38 secondes. Au classement général Jean Rossius partage la 1re place avec son compatriote Philippe Thys. Le Français Henri Pélissier est 3e au classement général à 7 minutes et 16 secondes dans le même temps que le Français Emile Georget 4e .

### Juillet
- 2 juillet : le Français Emile Engel gagne la 3e étape du Tour de France Cherbourg-Brest devant ses 12 compagnons d'échappée. Les Belges Louis Mottiat et Marcel Buysse sont 2e et 3e de l'étape. Pas de changement en tête du classement général.
- 4 juillet : le Suisse Oscar Egg gagne la 4e étape du Tour de France Brest- La Rochelle au sprint devant le Français Henri Pélissier. Le peloton est à 1 minute 49 secondes. Henri Pélissier 3e du classement général se rapproche à 5 minutes et 27 secondes du duo de tête, les Belges Jean Rossius et Philippe Thys qui ont toujours le même temps.
- 6 juillet : le Suisse Oscar Egg gagne au sprint devant un peloton où figurent tous les favoris la 5e étape du Tour de France La Rochelle-Bayonne. Les belges Odile Defraye et Philippe Thys sont 2e et 3e de l'étape. Pas de changement en tête du classement général.
- 8 juillet : le Belge Firmin Lambot gagne la 6e étape du Tour de France Bayonne-Luchon qui emprunte les cols d'Aubisque, du Tourmalet, d'Aspin et de Peyresourde. Le Belge Philippe Thys est 2e de l'étape à 7 minutes 40 secondes et devient seul leader au classement général. Le Français Jean Alavoine est 3e à Luchon à 26 minutes 7 secondes et son compatriote Henri Pélissier est 4e à 38 minutes 39 secondes à Luchon mais Pélissier devient second du classement général à 34 minutes 27 secondes et Alavoine devient 3e à 46 minutes 23 secondes. Il est à noter que le champion Italien Costante Girardengo abandonne.
- 10 juillet : le Français Jean Alavoine gagne la 7e étape du Tour de France Luchon-Perpignan qui emprunte les cols de Portet d'Aspet, de Port et du Puymorens. Il règle au sprint les Belges Marcel Buysse, Jean Rossius, Philippe Thys et son compatriote Henri Pélissier dans cet ordre. Au sommet du classement général pas de changement.
- 12 juillet : le Français Octave Lapize gagne la 8e étape du Tour de France Perpignan-Marseille. Sur le vélodrome du Prado une épreuve éliminatoire a été disputée pour départager les échappés du jour. Dans la finale de cette épreuve Lapize a causé la chute de son compatriote Emile Engel. Un commissaire de course a jugé que ce n'était pas un acte délibéré. Fou furieux Engel frappe le commissaire. Il est exclu sur le champ du Tour de France. Pas de changement en tête du classement général.
- 14 juillet : le Belge Jean Rossius gagne la 9e étape du Tour de France Marseille-Nice qui emprunte les cols de Braus, de Castillon et la Turbie (la boucle de Sospel). Le Français Henri Pélissier 2e et le Belge Philippe Thys 3e sont à 7 minutes et 4 secondes, le Français Jean Alavoine est 4e à 8 minutes 12 secondes Au classement général Thys le leader possède 34 minutes 27 secondes d'avance sur Pélissier 2e, le Belge Jean Rossius prenant la 3e place à 45 minutes 35 secondes.
- 16 juillet : le Français Henri Pelissier gagne la 10e étape du Tour de France Nice-Grenoble qui emprunte les cols d'Allos et Bayard. Il devance au sprint son compatriote Jean Alavoine et les Belges Firmin Lambot et Philippe Thys dans cet ordre. Au classement général l'écart entre Thys et Pélissier reste le même, c'est le Français Jean Alavoine qui devient 3e à 47 minutes 51 secondes de Thys.
- 18 juillet : le Français Gustave Garrigou gagne la 11e étape du Tour de France Grenoble-Genève qui emprunte les cols du Galibier, du Télégraphe et des Aravis. Il devance au sprint son compatriote Henri Pélissier et le Belge Philippe Thys les deux premiers du classement général. Le Français Jean Alavoine termine 5e à 16 minutes 38 secondes. Il garde la 3e place au classement général mais son retard sur Thys se monte à 1 heure 4 minutes 28 secondes.
- 19 juillet : le Belge Octave Jacques gagne le Grand Prix de l'Escaut. L'épreuve ne reprendra qu'en 1919.
- 19 juillet : l'Italien Ezio Corlaita gagne le Tour d'Émilie. L'épreuve ne reprendra qu'en 1917.
- 20 juillet : le Français Henri Pelissier gagne la 12e étape du Tour de France Genève-Belfort qui emprunte le col de la Faucille et se termine par l' ascension du Ballon d'alsace par le côté nord. Il devance son compatriote Jean Alavoine de 1 minute 15 secondes. Le Belge Philippe Thys arrive 6e à 2 minutes 37 secondes de Pélissier. Au classement général Thys possède encore 31 minutes et 50 secondes d'avance sur Pélissier second et 1 heure 2 minutes 6 secondes sur Alavoine.
- 22 juillet : le Luxembourgeois François Faber gagne la 13e étape du Tour de France Belfort-Longwy qui débute par l' ascension du Ballon d'Alsace par le côté sud. Faber s'échappe dans le Ballon d'Alsace et termine en solitaire à Longwy avec 6 minutes et 18 secondes sur un peloton où se trouvent tous les favoris. Pas de changement en tête du classement général.
- 24 juillet : le Luxembourgeois François Faber gagne la 14e étape du Tour de France Longwy-Dunkerque. C'est sa dernière victoire d'étape sur le Tour, il porte son record à 19 victoires d'étapes en tout, il gardera ce record jusqu'à ce que son compatriote Nicolas Frantz  le lui ravisse en 1929. Au classement général le Belge Philippe Thys prend 30 minutes de pénalisation pour changement de roue non autorisé, le Français Henri pelissier n'est plus qu'a 1 minute et 50 secondes derrière lui et le Français Jean Alavoine est à 32 minutes 27 secondes.
- 26 juillet : le Belge Philippe Thys remporte le Tour de France pour 1 minute et 50 secondes sur Henri Pélissier et 36 minutes 53 secondes sur le Français Jean Alavoine (qui termine la dernière étape 11e à 2 minutes 26 secondes). En passe de l'emporter dans la dernière étape Dunkerque-Paris le Français Henri Pelissier échappé solitaire depuis la côte de "Cœur-Volant", perd le Tour car il est porté en triomphe trop prématurément par ses supporteurs à l'entrée de Paris sur le pont de Saint Cloud. Il est rejoint par les belges Philippe Thys, Jean Rossius et le Français Maurice Brocco. À défaut du Tour il gagne la 15e et dernière étape au sprint devant Jean Rossius, Maurice Brocco et Philippe Thys . L'épreuve ne reprendra qu'en 1919.

### Août
- 2 août : championnats du monde de cyclisme sur piste au vélodrome d'Ordrup de Copenhague. Les championnats du monde ne reprendront qu'en 1920.

### Septembre
20 septembre : l'Italien Mario Beni gagne Rome-Naples-Rome pour la troisième fois. L'épreuve ne reprendra qu'en 1919.

### Octobre
- 11 octobre : l'Italien Costante Girardengo conserve son titre de champion d'Italie sur route. L'épreuve ne reprendra qu'en 1919.
- 25 octobre : l'Italien Lauro Bordin gagne le Tour de Lombardie.